# Ixelles/Elsene
Ixelles [iksɛl] (französisch) oder Elsene [ˈɛlsənə] (niederländisch) ist eine von 19 Gemeinden der zweisprachigen Region Brüssel-Hauptstadt in Belgien. Sie hat 89.278 Einwohner (Stand 1. Januar 2024) auf 6,34 Quadratkilometern. Ixelles/Elsene liegt im Südosten der Brüsseler Innenstadt und grenzt an die Stadt Brüssel sowie an die Gemeinden Etterbeek, Auderghem/Oudergem, Watermael-Boitsfort/Watermaal-Bosvoorde, Uccle/Ukkel und Saint-Gilles/Sint-Gillis. Das Gemeindegebiet ist zweigeteilt, weil die mitten durch Ixelles/Elsene verlaufende Prachtstraße Avenue Louise/Louizalaan zur Stadt Brüssel gehört.

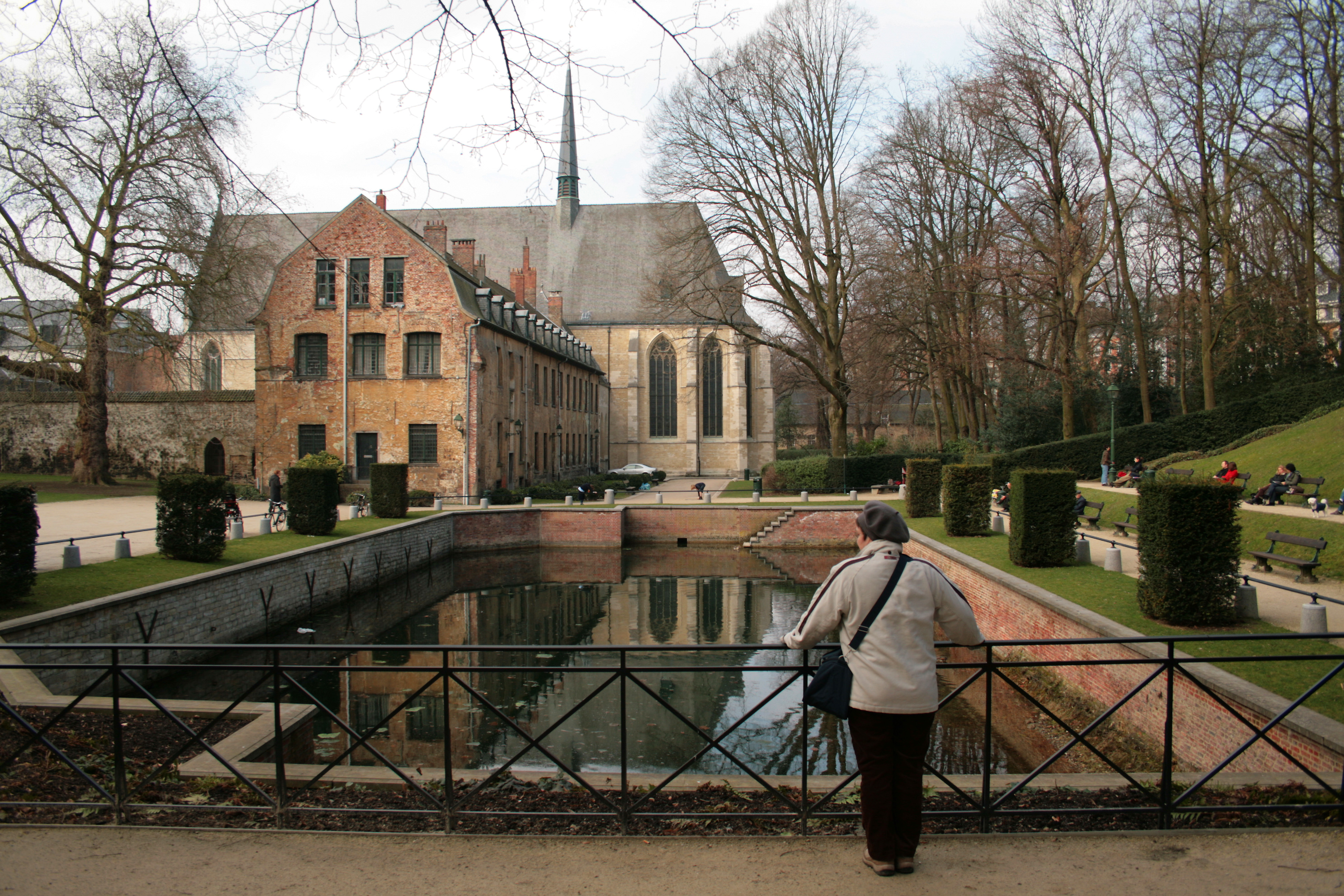
Kirche der Abtei De la Cambre/Ter Kameren an der Quelle der Maelbeek/Maalbeek

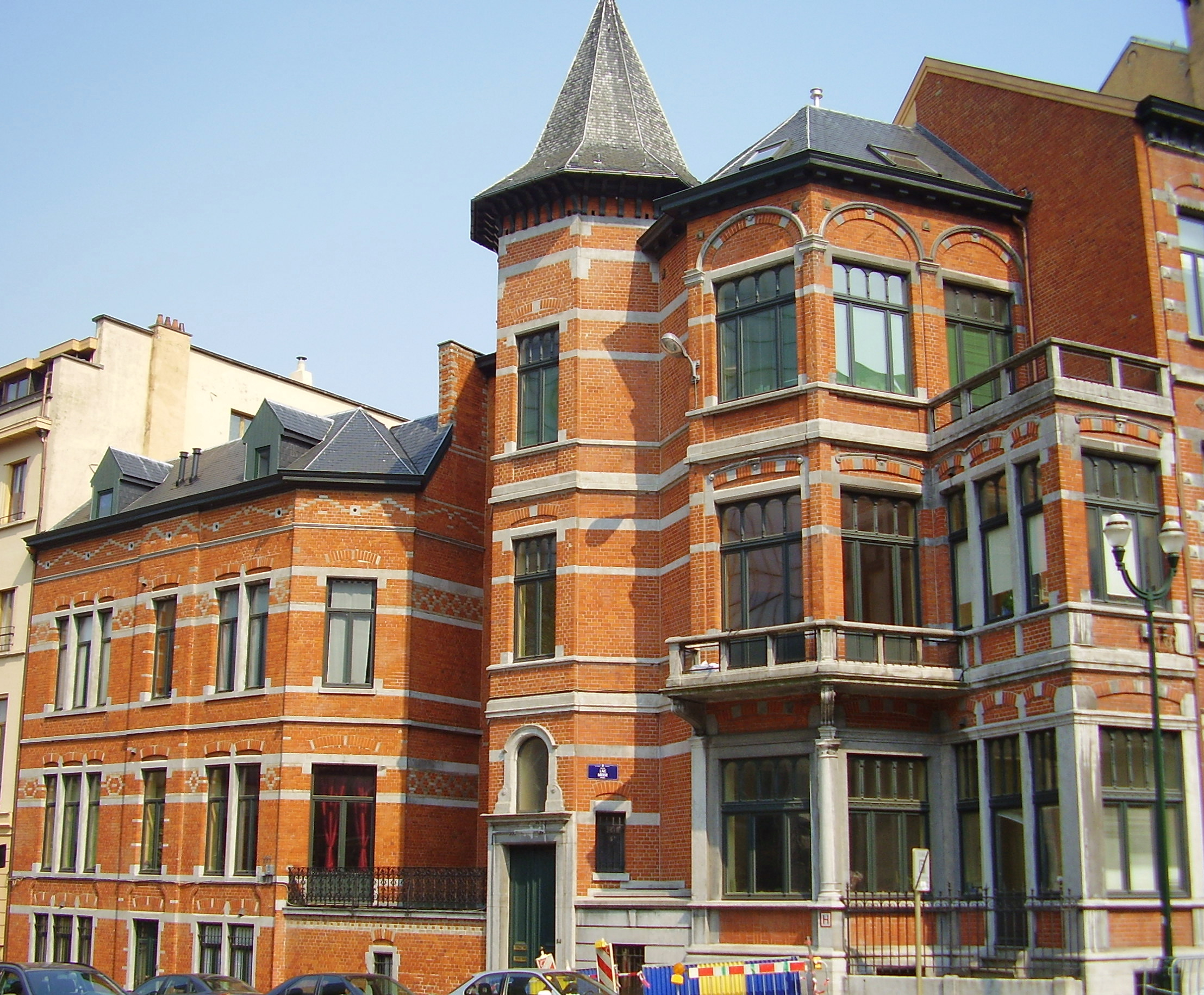
Ecke Rue du Lac 52–54 / Avenue Louise 340 bzw. Meerstraat 52–54 / Louizalaan 340

## Geschichte

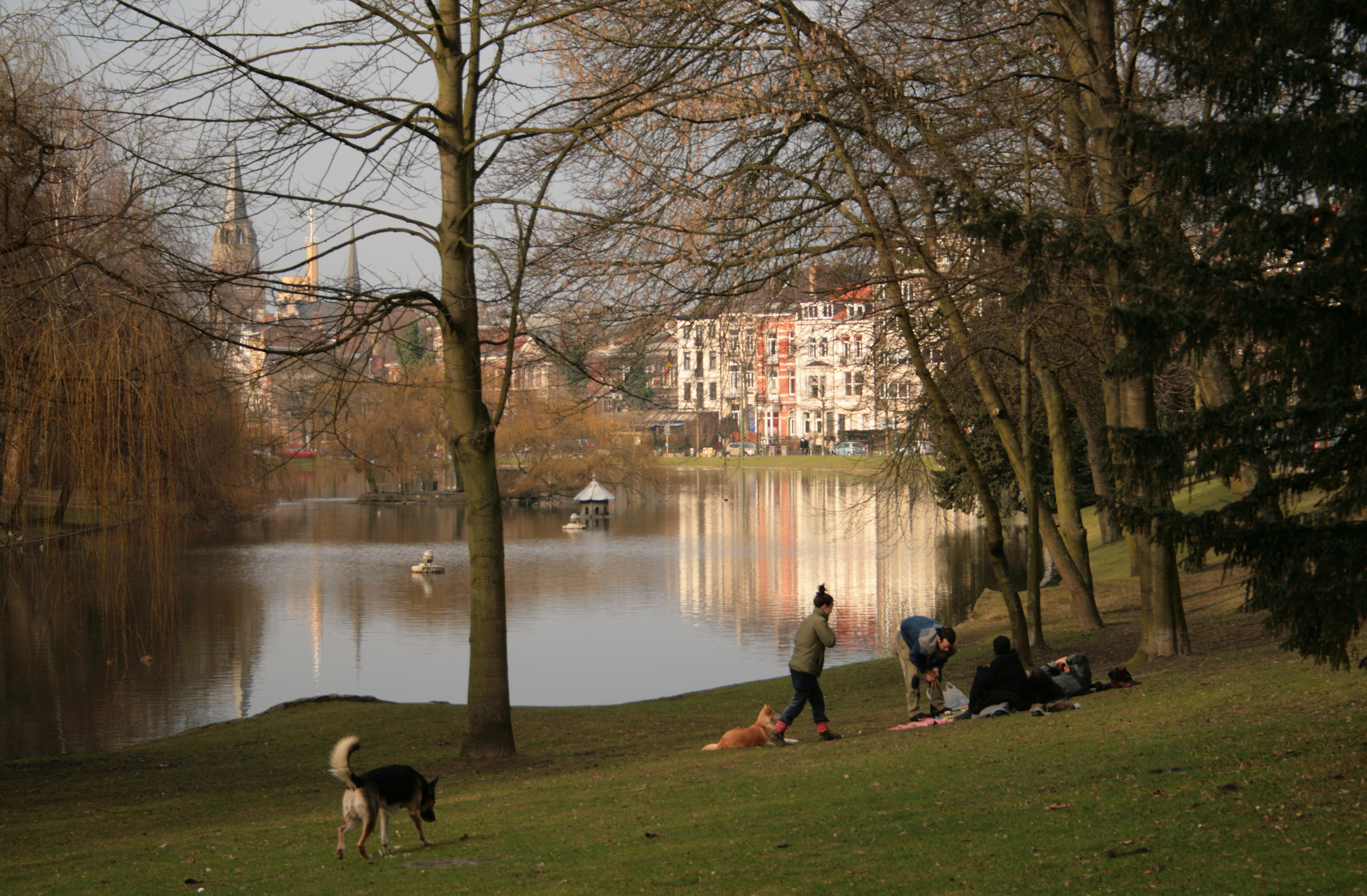
Die Teiche des Maelbeek, an denen sich das mittelalterliche Dorf befand

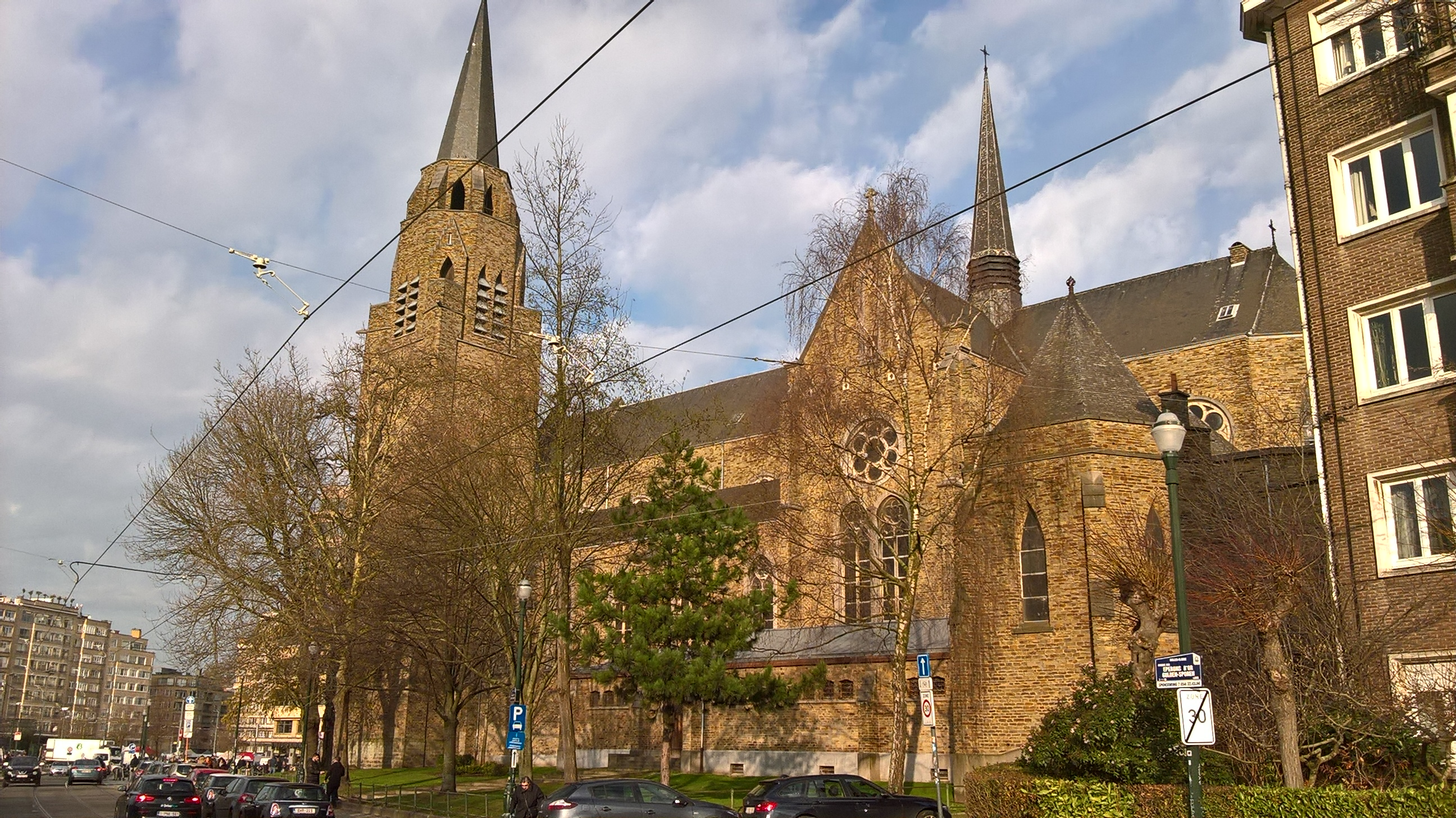
Die neue Kirche Sainte-Croix/Heilig Kruis nahe dem Place Flagey/Flageyplein im alten Siedlungskern

Das ursprüngliche Dorf Ixelles lag an den Teichen im Tal des Maelbeek, etwa in Höhe des heutigen Place Flagey/Flageyplein. Dort wuchsen viele Erlen, die in den Ortsnamen eingingen und sich auch im Wappen wiederfinden. Der Name ist eine Zusammensetzung aus else = Erle und sele = Siedlung, Sitz (wie auch im Wort Brüssel). Daraus wurde im Niederländischen Elsen, später Elsene, im Französischen Isselles und durch Doppel-S-Ligatur (wie auch in den Wörtern Auxerre, Bruxelles und Texel) Ixel, dann Ixelles, das aus Unkenntnis der ursprünglichen Aussprache heute [iksɛl] (französisch) ausgesprochen wird.
Der Bau der mit Kastanienbäumen gesäumten Louisenallee wurde 1847 in Auftrag gegeben. Die Allee sollte sich mit dem Boulevard Haussmann in Paris messen können. Gegen das Projekt gab es zunächst heftigen Widerstand aus Ixelles/Elsene. Da die Allee als einziger Zugangsweg zum Stadtwald (Bois de la Cambre/Ter Kamerenbos) vom König genutzt werden sollte und alle Verhandlungen mit der Gemeinde Ixelles/Elsene fruchtlos blieben, wurde der schmale Streifen von der Gemeinde Brüssel 1864 annektiert und somit der Widerstand der Gemeinde Ixelles/Elsene umgangen. Aus der Annexion resultierte eine geographische Zweiteilung der Gemeinde Ixelles/Elsene, die bis heute weiterhin besteht.

## Gemeinde
Als sehr kontrastreiche Gemeinde umfasst Ixelles/Elsene geschäftige Viertel im Bereich des Namener Tors (Porte de Namur/Naamsepoort), Grünzonen in der Nähe des Stadtwaldes Bois de la Cambre/Ter Kamerenbos, Luxusviertel, aber auch soziale Problemzonen. Mit seinen zahlreichen Theatern und Kinos hat die Gemeinde sich als ein Zentrum des Brüsseler Kultur- und Nachtlebens etabliert. In Ixelles/Elsene liegen die nach Sprachen getrennten, eigenständigen Universitäten Vrije Universiteit Brussel (VUB) und Université libre de Bruxelles (ULB). Das Leopoldsviertel und der Bahnhof Brüssel-Luxemburg gehören teilweise zu Ixelles/Elsene, ebenfalls einige der gleich hinter dem Bahnhof stehenden Gebäude des Europäischen Parlaments. Durch seine Nähe zu den europäischen Institutionen ist Ixelles/Elsene eine beliebte Wohngegend für Mitarbeiter der Institutionen und Verbände geworden.

### Besondere Stadtviertel

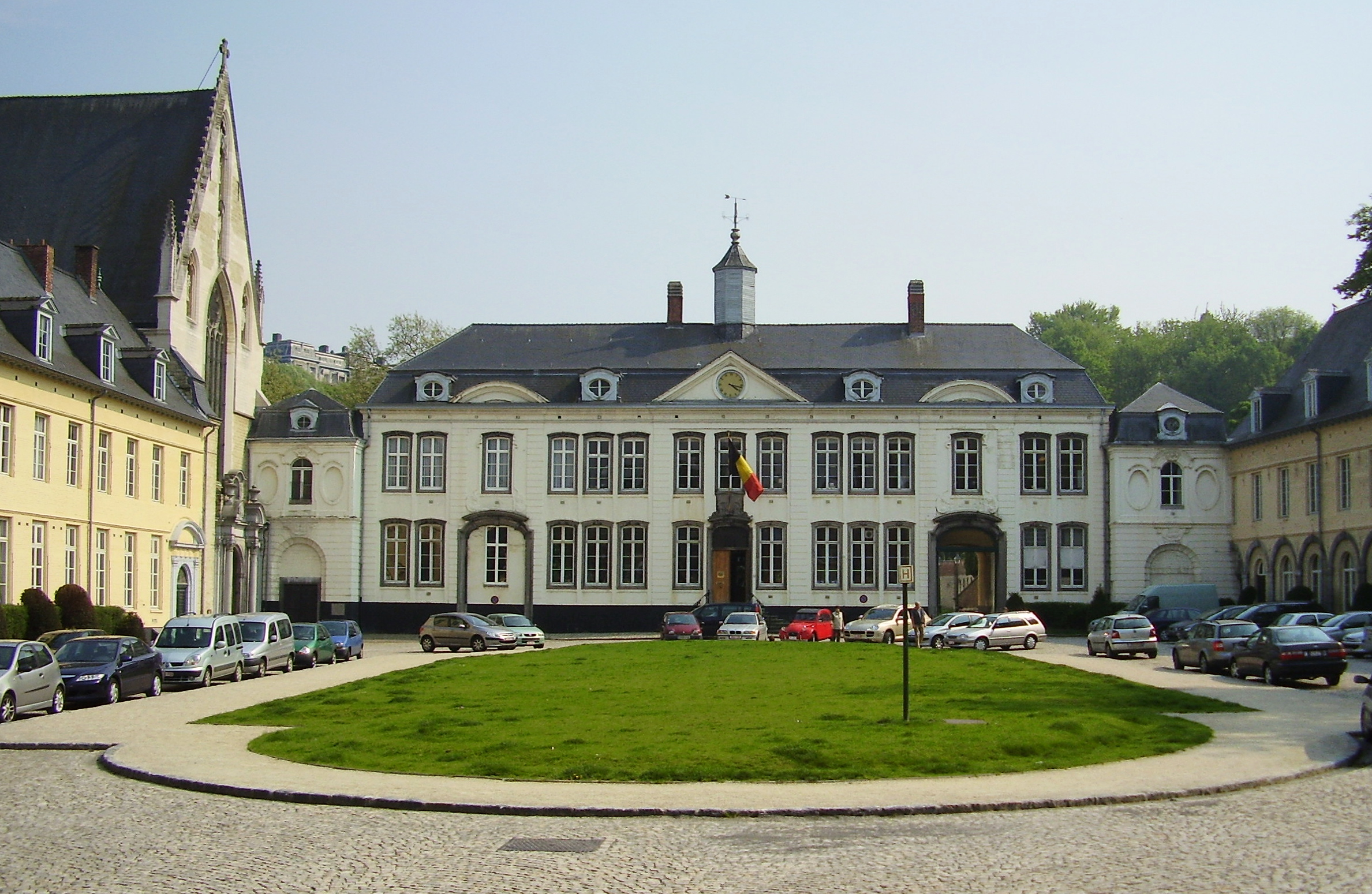
Die Abtei De la Cambre/Ter Kameren

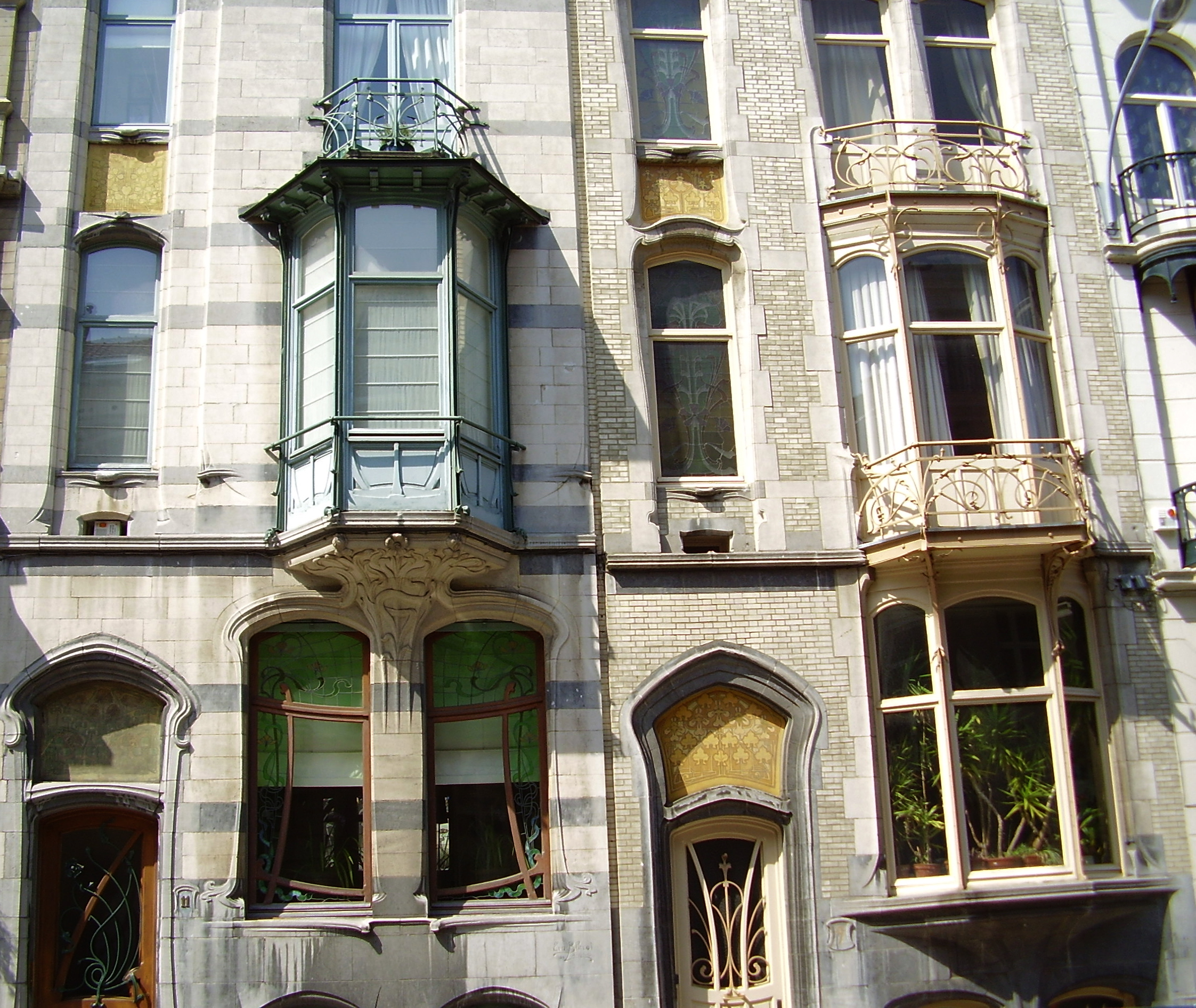
Jugendstilhäuser 9 und 11 Rue Vilain XIIII/Vilain XIIII-straat

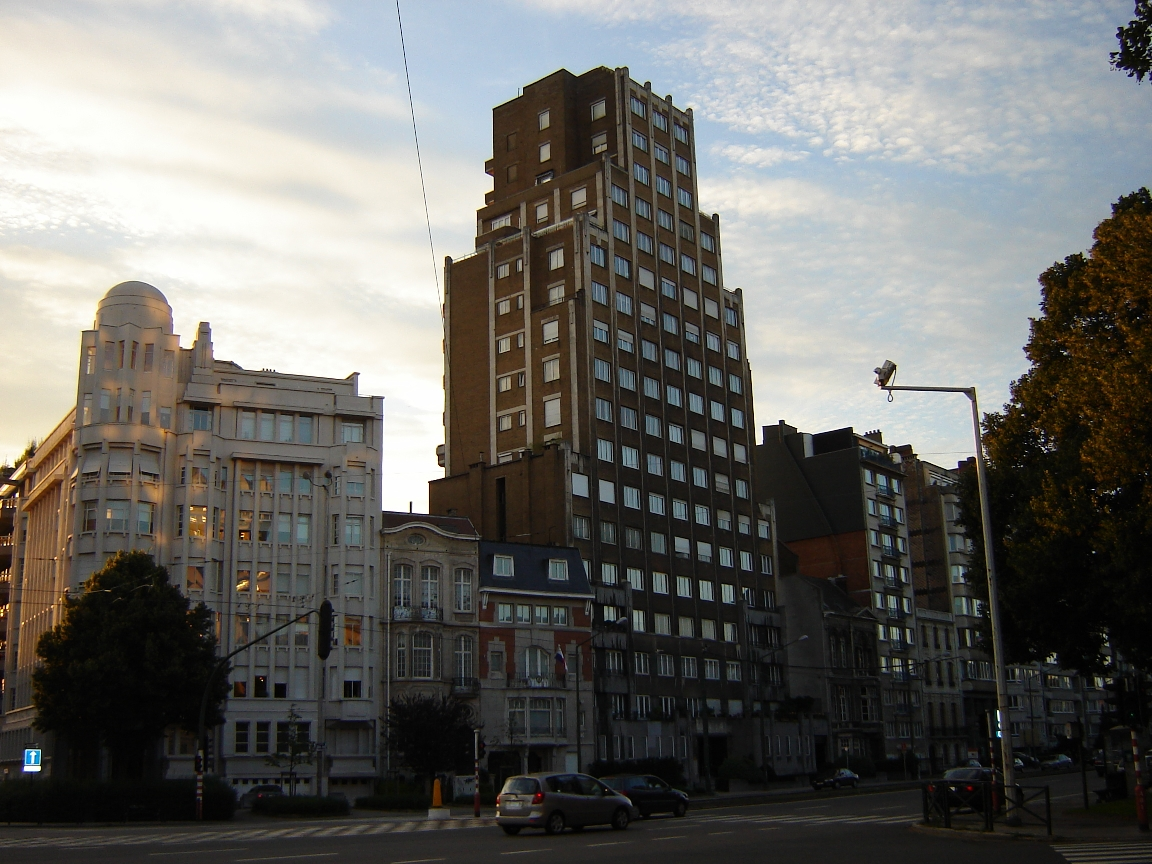
Art-Déco-Bauwerke am Place de l'Etoile/Sterreplein: Palais de la Folle Chanson und Résidence de la Cambre

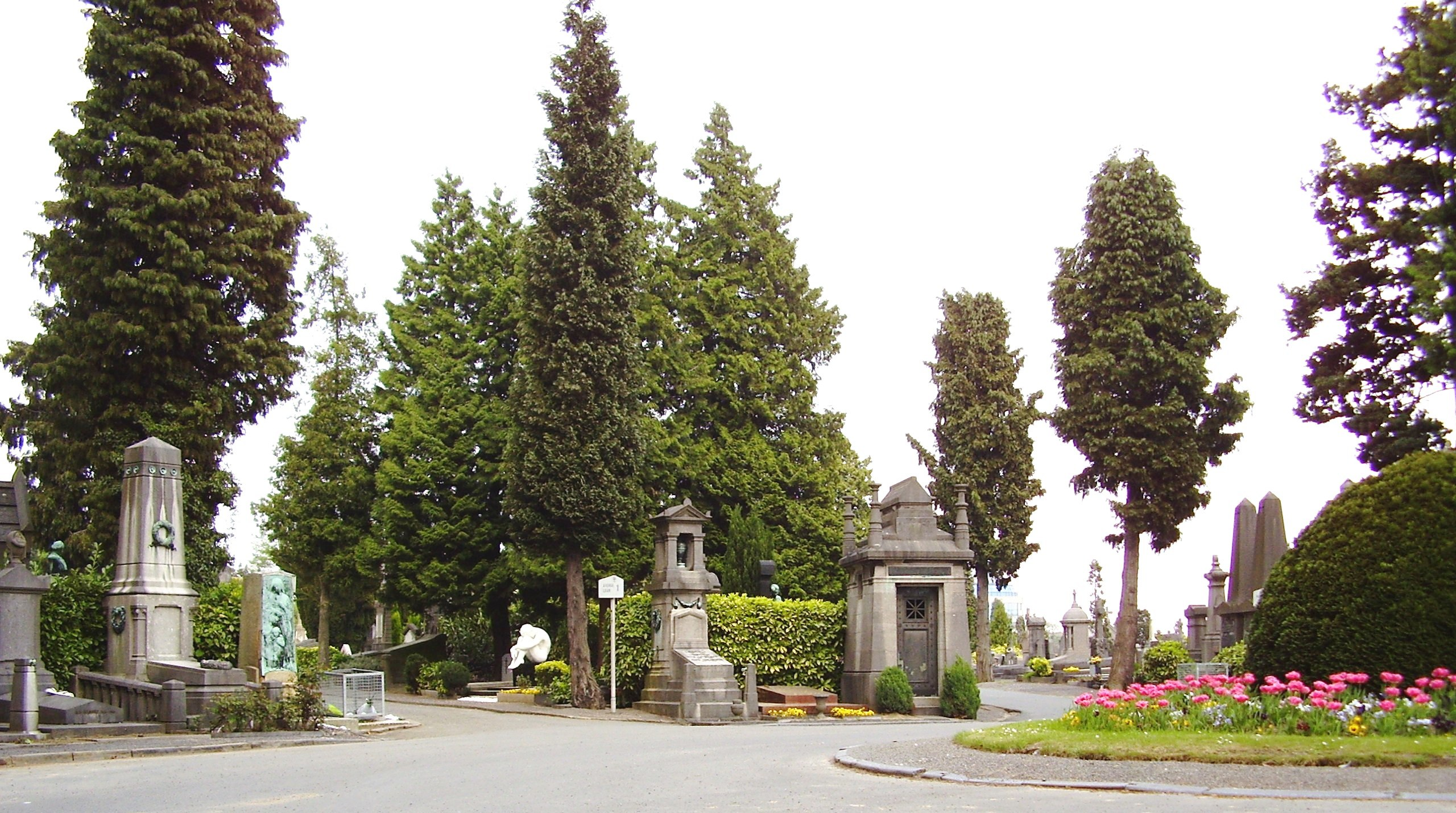
Gemeindefriedhof

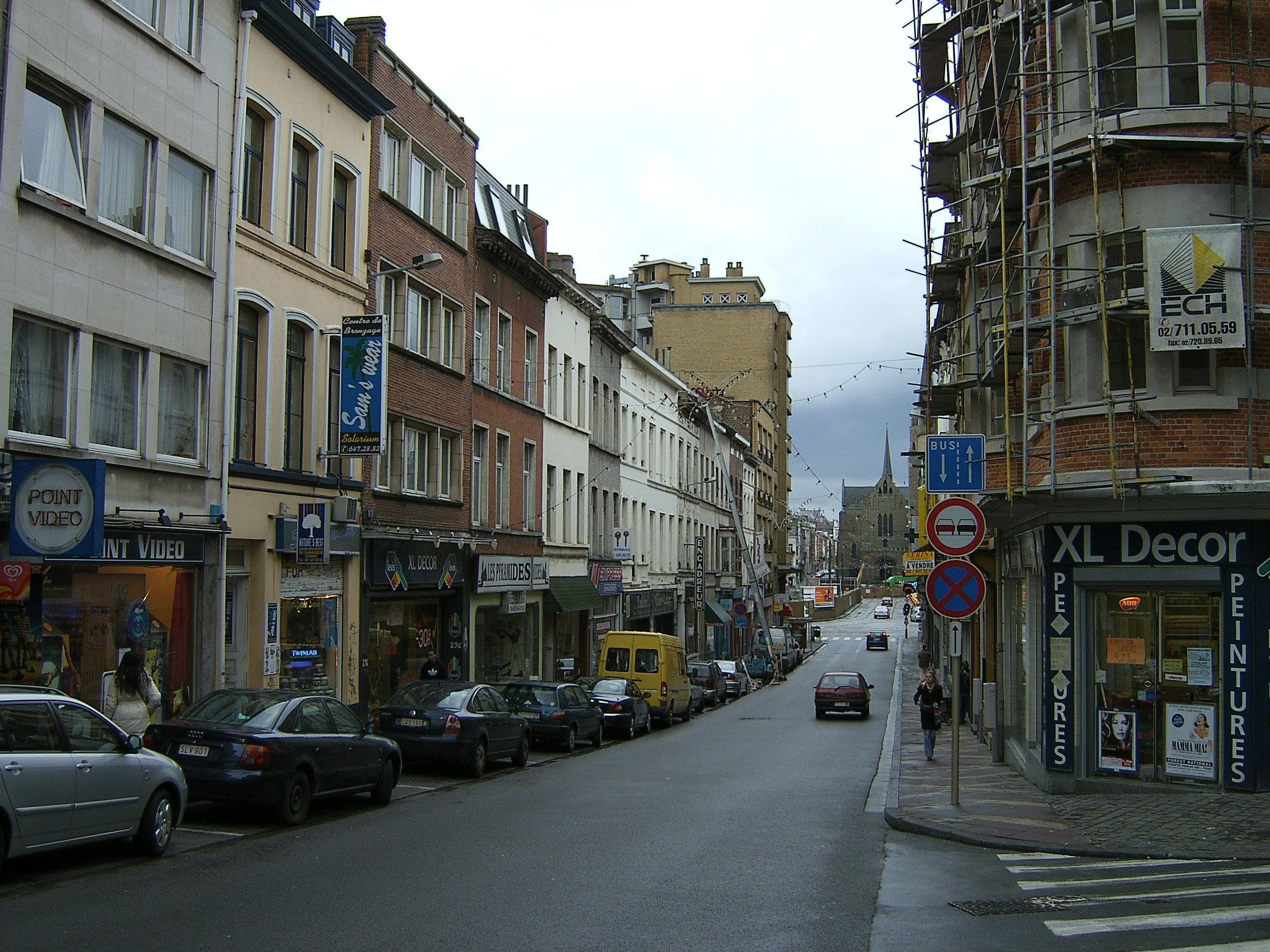
Typischer Straßenzug im geschäftigen Teil von Ixelles/Elsene – Chausée d’Ixelles/Elsensesteenweg

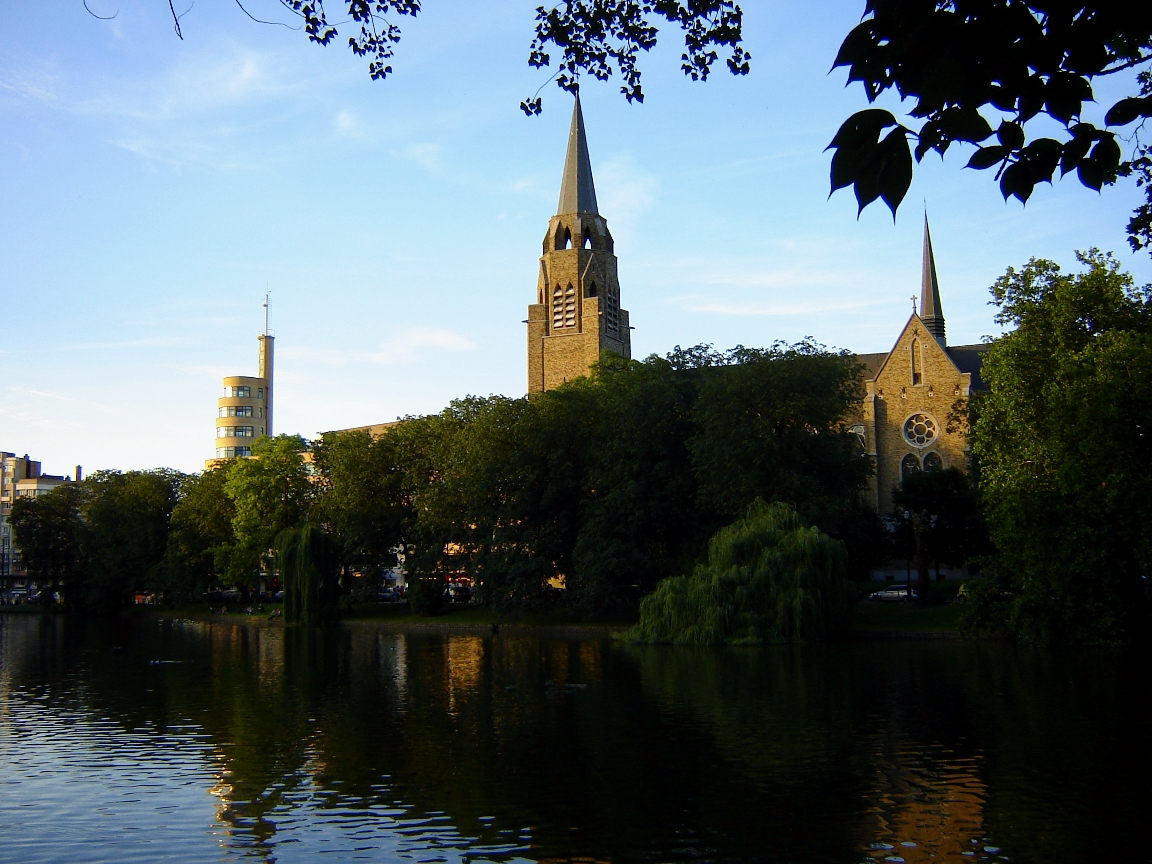
Die Weiher von Ixelles/Elsene (Étangs/Vijvers) mit dem Centre culturel Flagey/Cultuurhuis Flagey und der Kirche Sainte-Croix/Heilig-Kruis

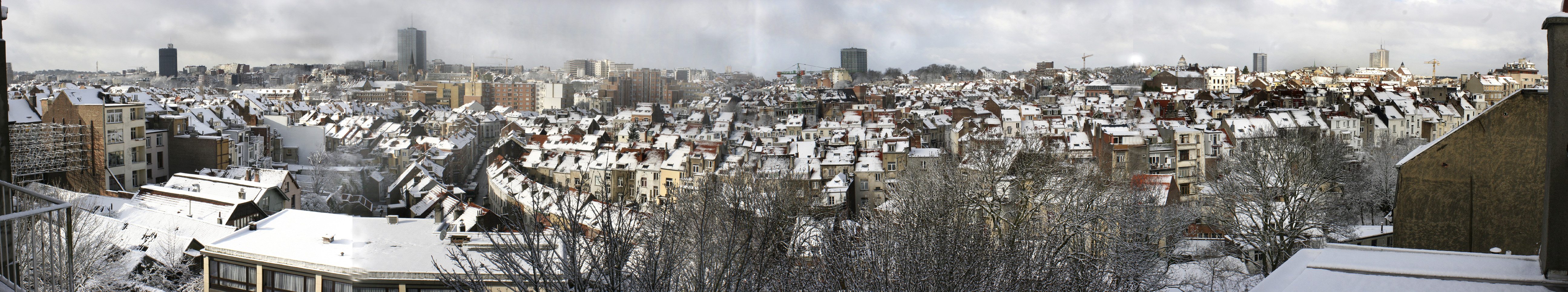
Panorama des Gemeindegebiets

Das afrikanisch anmutende Viertel Matongé rund um die Porte de Namur/Naamsepoort ist für seinen multikulturellen Charme bekannt, dessen Ursprung ein ehemaliges Studentenwohnheim für kongolesische Studenten (Maison Africaine) war. Vor allem in der Rue de la Longue Vie/Lang Levenstraat entfaltet sich afrikanisches Nachtleben. In den frühen 2000er Jahren kam Matongé wegen Krawallen und Kriminalität als Problemzone zeitweilig in Verruf. 
Südwestlich von Matongé befindet sich das Luxusviertel um die zum Brüsseler Stadtgebiet gehörende Louisenallee, das zum Flanieren und Einkaufen einlädt. Auch die Boulevards am Meeussquare und am Froidurepark laden zum Spazieren gehen ein. 
Boondael zwischen dem Campus der Université libre de Bruxelles und dem der Vrije Universiteit Brussel gilt als studentisches Szeneviertel und ist ebenso lebhaft wie das multikulturelle Viertel um die Place Flagey, das eine Aufwertung durch den derzeitigen Umbau seines zentralen Platzes erfahren soll. 
Im eher bürgerlichen Kastanienviertel (am Place du Châtelain/Kasteleinsplein) findet man überdurchschnittlich viele Restaurants gehobener Klasse, Biolebensmittelläden, Büchereien und Kunstläden.

## Verkehr
Durch Ixelles/Elsene fahren die Straßenbahnlinien 7, 8, 25, 81 und 92. Neben dem Bahnhof Brüssel-Luxembourg befinden sich die Stationen Etterbeek, Boondael/Boondaal und Germoir/Mouterij der Nationalen Gesellschaft der Belgischen Eisenbahnen (SNCB/NMBS) im Gemeindegebiet, welche von den S-Bahn-Linien S4, S5, S7, S8, S9 und S19 sowie auch Fernzügen bedient werden. Somit sind sowohl die Innenstadt als auch der Flughafen schnell zu erreichen.

## Politik

### Stadtrat
- PVDA: 4
- PS - Vooruit: 9
- Ecolo - Gr: 13
- LE: 4
- MR - OVLD: 13

Nach der Wahl wurde eine Koalition aus MR - OVLD, PS - Vooruit und LE eingegangen. Sie kommen zusammen auf 26 der 43 Sitze
- PVDA: 6
- PS - Vooruit: 42
- Ecolo - Gr: 63
- DéFI: 7
- LE: 16
- MR - OVLD: 77

## Sehenswürdigkeiten

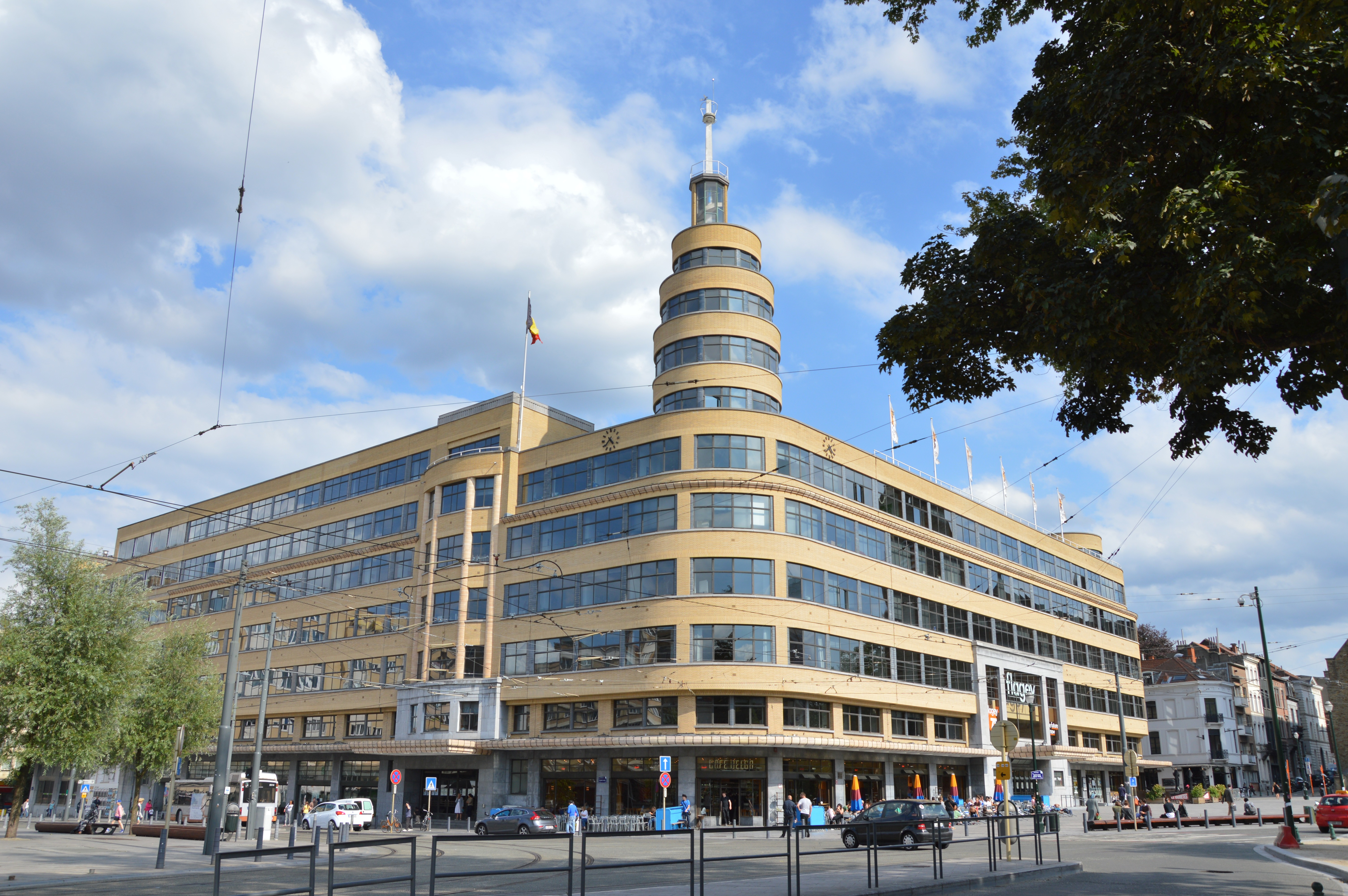
Centre culturel Flagey/Cultuurhuis Flagey, vormaliges nationales Radiogebäude

- Jugendstilbauwerke im Grenzbereich von Ixelles, Saint-Gilles und der zum Brüsseler Stadtgebiet gehörenden Avenue Louise:
  - Hôtel Solvay (Architekt: Victor Horta; UNESCO-Weltkulturerbe; →Lage)
  - Hôtel Tassel (Victor Horta; UNESCO-Weltkulturerbe; →Lage)
  - Maison Hankar (71 Rue Defacqz, Architekt: Paul Hankar; →Lage)
  - Hôtel Ciamberlani (48 Rue Defacqz, Architekt: Paul Hankar; →Lage)
- Jugendstilbauwerke an der Westseite der Seen Étangs d'Ixelles:
  - 38 Avenue du Général de Gaulle (→Lage)
  - Maison von Léon Delune (6 Rue de Lac; →Lage)
  - 42-46 Rue Bellevue (Architekt: Ernest Blerot; →Lage)
  - 30 und 32 Rue Bellevue (→Lage)
  - 9 und 11 Rue Vilain XIV (Architekt: Ernest Blerot; →Lage)
- Art-Déco-Bauwerke am Place de Etoile: Palais de la Folle Chanson und Brüssels erster Wolkenkratzer Résidence de la Cambre (→Lage)
- die Abtei de la Cambre (→Lage)
- das Rathaus (→Lage)
- die Kirche St-Boniface (→Lage)
- Das 1930 im Art-Déco-Stil bis Bauhaus erbaute Centre culturel Flagey am Place Eugène Flagey/Eugène Flageyplein, das unter seinem früheren Namen „Maison de la Radio“ Bekanntheit erlangte, wurde 2002 renoviert und beherbergt seitdem mehrere Kultur- und Medienzentren (→Lage).
- die Université libre de Bruxelles (Universität mit historischen Gebäuden; →Lage)
- Jugendstilvilla im Villenviertel (→Lage)
- Der 5 Hektar große Gemeindefriedhof wird gemessen an den dort begrabenen Persönlichkeiten als einer der wichtigsten belgischen Friedhöfe angesehen. Unter vielen anderen ist dort der belgische Architekt Victor Horta begraben (→Lage).

Museen:
- Elsener Museum (Musée d'Ixelles/Museum van Elsene)
- Constantin Meunier Museum
- Antoine-Wiertz-Museum
- ehemaliges Aquarium und Museum für Fischzucht

## Söhne und Töchter der Gemeinde
- Joseph-Maurice Exelmans (1816–1875), französischer Admiral
- Pierre Schyven (1827–1906), Orgelbauer
- Jean-Baptiste Moens (1833–1908), Briefmarkenhändler
- Jules de Burlet (1844–1897), Premierminister
- Camille Lemonnier (1844–1913), Erzähler des Naturalismus
- Marguerite Poradowska (1848–1937), Schriftstellerin
- Marietta Rousseau (1850–1926), Mykologin und Taxonomin
- Louis Napoléon Chaltin (1857–1933), Kolonialoffizier
- Willem Delsaux (1862–1945), Maler und Grafiker
- Jules Renkin (1862–1934), Politiker und Premierminister
- Paul Hymans (1865–1941), Politiker und Minister
- Herman Richir (1866–1942), Genre-, Akt- und Porträtmaler sowie Kunstpädagoge
- Frédéric Swarts (1866–1940), Chemiker
- Émile Vandervelde (1866–1938), Sozialdemokrat, Universitätsprofessor, Politiker und Vorsitzender der Zweiten Internationale
- Paul Henri Stroobant (1868–1936), Astronom
- Paul Spaak (1871–1936), Rechtsanwalt und Schriftsteller
- Marie Depage (1872–1915), Diplomatin
- Henri Meunier (1873–1922), Maler, Grafiker, Illustrator und Plakatkünstler
- Auguste Perret (1874–1954), Architekt
- Charles Van den Borren (1874–1966), Musikwissenschaftler
- Adrien Segers (1876–1950), Maler
- Henri Schouteden (1881–1972), Entomologe, Ornithologe und Zoologe
- Frans Van Holder (1881–1919), Maler
- Arthur Duray (1882–1954), Automobilrennfahrer
- Félix Goblet d’Alviella (1884–1957), Fechter, Rechtsanwalt, Sportfunktionär und Journalist
- Jacques Feyder (1885–1948), französisch-belgischer Filmregisseur
- Ernest Vander Linden (1886–1974), Bankier und der erste Privatbankier in Luxemburg
- Félicien Courbet (1888–1967), Wasserballspieler und Schwimmer
- Louis Clesse (1889–1961), Maler
- Marie Delcourt (1891–1979), Altphilologin und Althistorikerin
- Charles Delporte (1893–1960), Fechter
- Jane Graverol (1897–1984), Malerin des Surrealismus
- Michel de Ghelderode (1898–1962), Dramatiker, Journalist und Prosaautor
- Marc Somerhausen (1899–1992), Jurist und Politiker der Belgischen Arbeiterpartei
- Édouard Écuyer de le Court (1901–1951), Moderner Fünfkämpfer
- Charles de Cumont (1902–1990), Generalleutnant
- Albert Crahay (1903–1991), Generalleutnant und Oberbefehlshaber der belgischen Streitkräfte in Deutschland
- Léon-Joseph Suenens (1904–1996), Erzbischof von Mecheln-Brüssel
- Fernand Gravey (1905–1970), Schauspieler
- Marc Fernand Severin (1906–1987), Exlibriskünstler
- Rosa Bouglione, geb. Rosalie Van Been (1910–2018), französische Zirkusartistin
- Erna Hamburger (1911–1988), Schweizer Elektroingenieurin und Hochschullehrerin
- Robert Wierinckx (1915–2002), Radrennfahrer
- Robert Maistriau (1921–2008), Widerstandskämpfer
- Gilbert Stork (1921–2017), US-amerikanischer Chemiker
- André Lagasse (1923–2010), Jurist, Hochschullehrer und Politiker (FDF)
- Michel Boudart (1924–2012), belgisch-amerikanischer Chemiker und Chemieingenieur
- François Rigaux (1926–2013), Jurist
- René Thomas (1928–2017), Molekularbiologe
- Agnès Varda (1928–2019), französische Fotografin und Filmemacherin und Installationskünstlerin
- Alfred Cahen (1929–2000), Diplomat, Generalsekretär der Westeuropäischen Union und Botschafter in Frankreich
- Audrey Hepburn (1929–1993), Schauspielerin
- Liliane Wouters (1930–2016), Schriftstellerin
- Michel Régnier alias Greg (1931–1999), Comiczeichner
- Eddie Defacq (1933–2013), Jazzmusiker und Chansonnier
- Alec Severin (* 1963), Comickünstler
- Francis Buekenhout (* 1937), Mathematiker
- Pol Closset (1937–1989), Jazzmusiker
- Antoine Duquesne (1941–2010), Politiker
- Benoît Cardon de Lichtbuer (* 1942), Botschafter
- Marc Moulin (1942–2008), Jazz- und Fusionmusiker, Autor
- Annemie Neyts-Uyttebroeck (* 1944), Politikerin, MdEP
- Christian Denayer (* 1945), Comiczeichner
- Boris Szulzinger (* 1945), Filmregisseur und Produzent
- Diane von Fürstenberg, geborene Halfin (* 1946), belgisch-US-amerikanische Modeschöpferin
- Paul Jorion (* 1946), Anthropologe und Wirtschaftskolumnist
- Jean Ronsmans (1947–2016), Radrennfahrer
- Pierre Blacks (* 1948), Bogenschütze
- Pierre Rapsat (1948–2002), Sänger
- John Vink (* 1948), Fotograf und Mitglied der Fotoagentur Magnum
- Jean-Luc Differdange (* 1951), belgisch-luxemburgischer Fotograf und Singer-Songwriter
- Charles Ghislain (* 1951), Diplomat
- Paul Fontaine (* 1954), Klassischer Archäologe
- Marc Dutroux (* 1956), Serienmörder und Sexualstraftäter
- Alain Goffin (* 1956), Comiczeichner
- Frank Pé (* 1956), Comiczeichner
- Jaco Van Dormael (* 1957), Autor und Regisseur für Film und Theater
- Ursula von der Leyen (* 1958), Kommissionspräsidentin der EU
- Maurane (1960–2018), Chansonsängerin
- Jean-François van Boxmeer (* 1961), Manager
- Olivier Minne (* 1967), französischer Entertainer und Fernsehquizmaster
- Olivier de Schutter (* 1968), Rechtswissenschaftler
- Miriam Cnop (* 1970), Medizinerin
- Maureen Dor (* 1970), Fernsehmoderatorin und Schauspielerin
- Cédric Mathy (* 1970), Radrennfahrer
- Muriel Houtteman oder „Fili Houteman“ (* 1972), Stripteasetänzerin, maßgeblich beteiligt an der monegassischen Affaire Ducruet
- Natacha Régnier (* 1972), Schauspielerin und Sängerin
- Cédric Taymans (* 1975), Judoka
- Sophie Wilmès (* 1975), Politikerin und Ministerpräsidentin
- Magali Plovie (* 1976), Politikerin und Juristin
- Kris Bosmans (* 1980), Radsportler
- Pauline Étienne (* 1989), Schauspielerin
- Jennifer Heylen (* 1991), Schauspielerin
- Yannick Carrasco (* 1993), Fußballspieler
- Frank Ntilikina (* 1998), französischer Basketballspieler
- Noah Mbamba (* 2005), Fußballspieler